# Herb gminy Ostrów
Herb gminy Ostrów – jeden z symboli gminy Ostrów, autorstwa Roberta Szydlika, ustanowiony 26 lutego 2015.

## Wygląd i symbolika
Herb przedstawia na tarczy w polu zielonym godło herbu Leliwa a pod nim lilia naturalna biała z liśćmi złotymi.